# Auguste Ernest d'Aboville
Pour les autres membres de la famille, voir famille d'Aboville.
Auguste Ernest, vicomte puis comte d'Aboville, est un homme politique français du Second Empire et des débuts de la Troisième République né le 4 décembre 1819 à Paris et mort le 1er septembre 1902 au château de Rouville à Malesherbes, dans le Loiret.

## Biographie
Auguste Ernest d'Aboville est le second fils d'Augustin Gabriel d'Aboville, général d'Empire, et de Nathalie Drouin de Rocheplatte.
Il suit ses études à l'ancien collège Rollin de Paris puis entre en 1839 à l'école polytechnique de Paris et en 1840 à l'école d'application de Metz. Il est brièvement lieutenant au premier régiment d'artillerie, démissionne puis s'installe dans l'ancienne commune de Rouville dans le Loiret où il se consacre à l'économie agricole.
Il épouse le 21 mai 1844, Noémie Bertrand de Rivière (1828-1885). Il a eu notamment comme enfants :
- Isabelle (1845-1900), épouse du baron Arthur de Salvaing de Boissieu (1843-1883).
- Roger (1846-1921), époux de Marguerite Bigot de La Touanne (1855-1914).
- Henri (1848-1941), époux de Jeanne de Gouvello de Kériaval (1856-1930).
- Christian (1850-1922), époux de Renée Hennecart (1858-1946), fille de Jules-Joseph Hennecart.
- Jeanne (1863-1956), épouse de Georges de Joannis de Verclos (1853-1896).
- Henriette (1867-1948), épouse de Xavier de Gourcy-Récicourt (1861-1943).

Il est maire de Glux-en-Glenne (Nièvre) de 1858 à 1861 puis député du Loiret de 8 février 1871 à 7 mars 1876.
Il est battu aux élections sénatoriales du 20 février 1876 dans le Loiret.
Il est l'arrière arrière-grand-père du navigateur Gérard d'Aboville et le beau-père du journaliste légitimiste Arthur de Boissieu.
Antidreyfusard, il souscrivit au Monument Henry (11e liste). Son fils, le lieutenant-colonel Albert, Marie, Henri d'Aboville fit Saint-Cyr (promotion "du Sultan") et devint général de Brigade. Lieutenant-colonel en 1891, il fut promu sous-chef du 4e bureau le 8 octobre 1894. Entré en fonction le 5, il inaugura ses nouvelles fonctions par un coup d’éclat. Consulté le 6, il fut à l'origine des suspicions portées à l'encontre du capitaine Dreyfus en affirmant reconnaître son écriture sur le fameux bordereau. Cette pseudo-expertise sera démentie par le meilleur expert de France. Il est l'un des témoins dans le procès de Rennes en 1899.

## Sources
- « Auguste Ernest d'Aboville », dans Adolphe Robert et Gaston Cougny, Dictionnaire des parlementaires français, Edgar Bourloton, 1889-1891 [détail de l’édition]